# Paxten Aaronson
Paxten Reid Aaronson (* 26. August 2003 in Medford, Burlington County, New Jersey) ist ein US-amerikanischer Fußballspieler. Der offensive Mittelfeldspieler steht beim Bundesligisten Eintracht Frankfurt unter Vertrag und ist Nationalspieler.

## Karriere

### Vereine
Aaronson wuchs zusammen mit seinem Bruder Brenden und der Schwester Jayden an der Küste New Jerseys auf. Er stammt aus der Jugend von Philadelphia Union. In der Saison 2020 spielte er 14-mal (ein Tor) für das Farmteam Philadelphia Union II in der USL Championship. Bereits im August 2020 hatte der 16-Jährige einen Vertrag für die Major League Soccer ab der Saison 2021 unterschrieben. Ende Mai 2021 debütierte er im Alter von 17 Jahren schließlich im MLS-Team. Bis zum Ende der regulären Saison folgten 13 weitere Einsätze, in denen er 3 Tore erzielte. Philadelphia Union erreichte die Play-offs, scheiterte dort aber im Conference-Finale am New York City FC. Dabei kam der offensive Mittelfeldspieler 2-mal zum Einsatz. In der Saison 2022 wurde Aaronson in der regulären Saison 23-mal eingesetzt, stand jedoch nur 2-mal in der Startelf und erzielte ein Tor. Die Mannschaft wurde Meister der Eastern Conference und drang in den Play-offs bis in das Finale vor, das man gegen den Los Angeles FC verlor. Aaronson kam während der Play-offs nur im Finale zum Einsatz, als er kurz vor dem Ende der regulären Spielzeit eingewechselt wurde. Um Spielpraxis zu sammeln, wurde er parallel 10-mal (5 Tore) im Farmteam in der neuen MLS Next Pro eingesetzt.
Zum 1. Januar 2023 wechselte Aaronson in die Bundesliga zu Eintracht Frankfurt; er unterschrieb einen bis zum 30. Juni 2027 datierten Vertrag. Im Januar 2024 ging er auf Leihbasis bis zum Saisonende bei den niederländischen Erstligisten Vitesse Arnheim. Dort stieg Aaronson trotz vier Treffern in 14 Ligaspielen mit dem Verein in die Zweitklassigkeit ab. Anschließend erfolgte eine weitere Lehe zum Ligarivalen FC Utrecht.

### Nationalmannschaft
Aaronson absolvierte bisher 12 Spiele für die U20-Auswahl der USA und erzielte dabei 7 Treffer. Im Sommer 2022 gewann er mit der Mannschaft die CONCACAF U20-Meisterschaft und trug mit sieben Toren in sieben Spielen entscheidend zum Titelgewinn bei. Für seine Leistungen in diesem Wettbewerb wurde er sowohl mit dem Golden Ball (als bester Spieler des Turniers) als auch mit dem Golden Boot (als bester Torschütze des Turniers) ausgezeichnet.
Am 29. Januar 2023 debütierte Aaronson in der A-Nationalmannschaft der USA. Beim 0:0 im Freundschaftsspiel gegen Kolumbien stand er die vollen 90 Minuten auf dem Platz.
Seit dem Herbst 2023 spielt er für die US-amerikanische U-23 und absolvierte bisher drei Testspiele. Dabei schoss er beim 4:1-Heimsieg gegen Japan in Phoenix einen Treffer.

## Erfolge
- CONCACAF U20-Meister: 2022

## Privates
Sein älterer Bruder Brenden (* 2000) ist auch Profifußballer und spielt momentan leihweise beim 1. FC Union Berlin.